# 室內空氣污染
室內空氣污染，是指在密閉空間中分佈著對人體健康有影響的有害物質。一般常見室內空氣污染來源可能包括抽菸、燃香、食物烹食、使用不同類型燃料支暖爐與火爐、清洗頻率不足的空調系統及冷暖氣、裝修工程、傢俱與裝潢所使用的材質、塑膠物質、噴霧型的殺蟲劑與清潔劑、芳香劑、油漆、地毯、影印機等。
室內空氣污染可能引發的人體傷害有：免疫系統損害導致的各種癌症、喉嚨乾燥、鼻部刺癢、喉痛、咽及氣管灼熱感、慢性呼吸道疾病、心臟血管病變、發育障礙、生殖毒性等。常見的室內空氣污染物為一氧化碳、二氧化碳、多環芳香碳氫化合物、二氧化氮、甲醛、石棉及揮發性有機物等。當出現這種情況，可以適用空氣過濾產品控制空氣品質，或是種植盆栽，利用植物葉面呼吸作用的方式來吸收污染粒子。

## 外部連結
- 室內空氣質素資訊中心（页面存档备份，存于）